# Guckkastenbühne

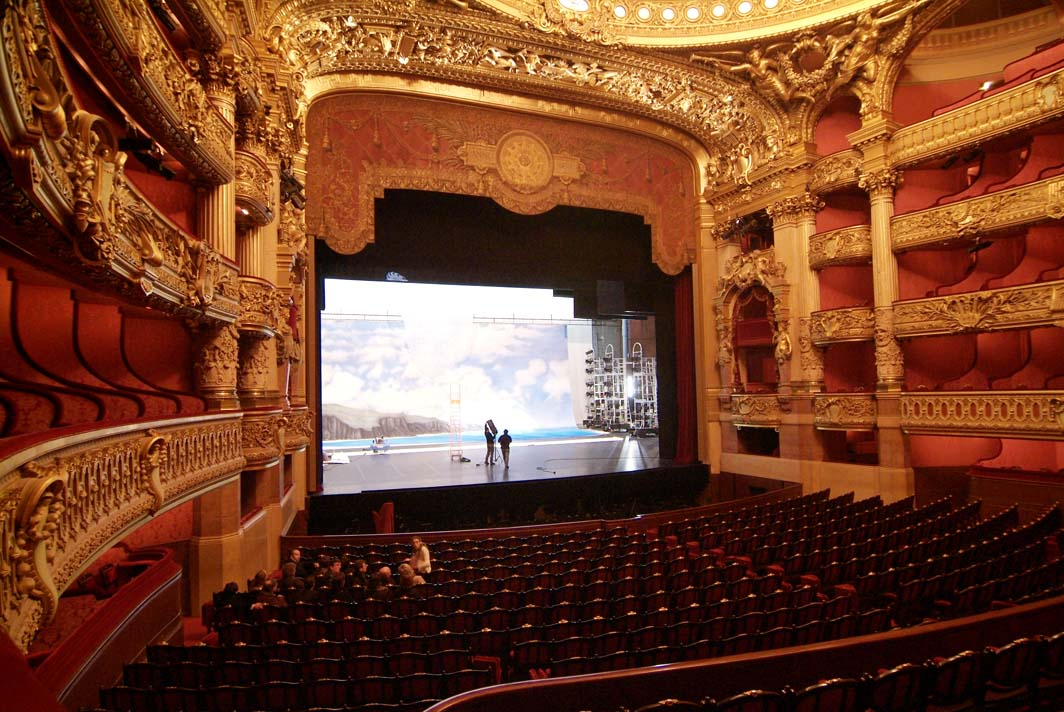
Guckkastenbühne in der Opéra Garnier in Paris

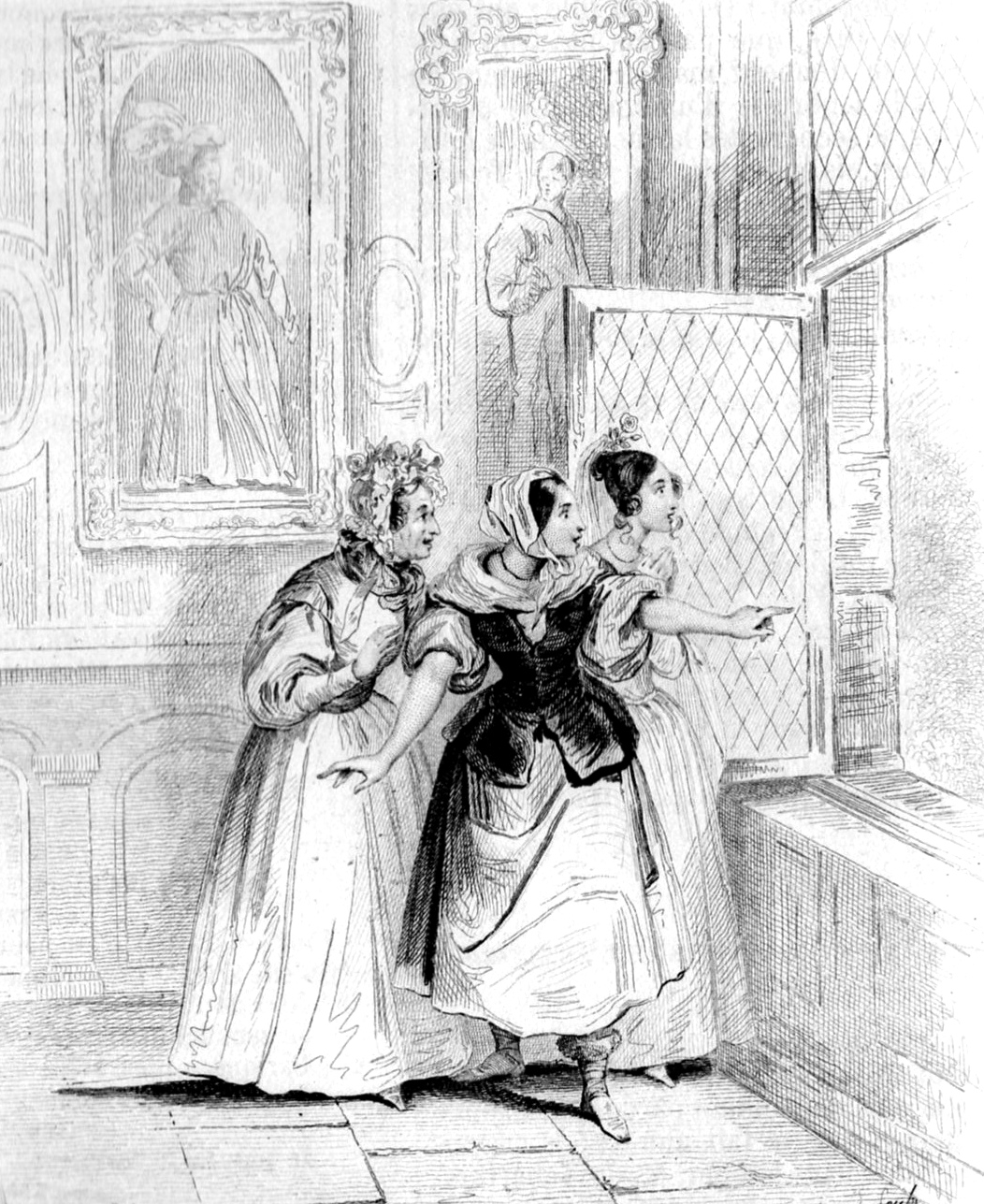
Guckkastenbühne im engeren Sinn: Wände mit praktikablem Fenster auf der Seite: Yelva im Théâtre du Gymnase-Dramatique Paris, 1828

Der Ausdruck Guckkastenbühne wird (eher spöttisch) für einen Typus der Theaterbühne beziehungsweise des Bühnenbilds gebraucht, der vor allem im 19. Jahrhundert verbreitet war und bis heute die wichtigste Bauform darstellt. Die Guckkastenbühne markiert durch ihren Portalrahmen eine klare Trennung zwischen Bühne und Zuschauerraum. Sie hat drei Wände, nur die vierte Wand zum Publikum hin ist offen. Der Name stammt von der Jahrmarktsattraktion des Guckkastens her.

## Guckkastenbühne im weiteren Sinn
Oft wird die Guckkastenbühne im weiteren Sinn mit der Rahmenbühne oder Kulissenbühne seit dem 17. Jahrhundert gleichgesetzt, die einen feststehenden Rahmen als Proszenium hat (der sie oft von einer Vorbühne im Zuschauerraum abgrenzt). Ihre seitlichen und oberen Begrenzungen waren allerdings noch mit einer Staffel von einschiebbaren Kulissen und Soffitten markiert. Gemeinsam mit perspektivischen Bühnenprospekten und einer Steigung des Bühnenbodens sollten sie den Eindruck unendlicher Tiefe vermitteln (Perspektivbühne). Diese Bühnenform ist typisch für das Barocktheater.

## Guckkastenbühne im engeren Sinn
Die „flachen“ Seitenwände und der klar abschließende Hintergrund der Guckkastenbühne im engeren Sinne, wie sie gegen 1800 aufkamen (siehe auch die Zimmerbilder in der Malerei), waren dagegen ein moderneres Prinzip, mit dem man die Abkehr von der barocken Bühne demonstrierte. Der Raum war dadurch klar definiert: Er war nicht von illusionärer Weite, sondern von realistischer Begrenzung.
Während der Zeit des Bühnennaturalismus waren „geschlossene Zimmerdekorationen“ mit Möbeln, Türen und Fenstern als Guckkastenbühnen modern, die eine Illusion von Privatheit erzeugten. Eine differenzierte Lichttechnik und die erst seit Ende des 19. Jahrhunderts übliche gänzliche Verdunkelung des Zuschauerraums waren Voraussetzung für diese Wirkung. Eine Verwandlung auf der Guckkastenbühne kann sehr schnell geschehen, wenn das Theater eine aufwändige Bühnentechnik besitzt, mit der das gesamte Bild auf die Ober-, Unter-, Hinter- oder Seitenbühne verschoben bzw. mit einer Drehbühne gedreht wird.

## Überwindungsversuche
Aus der Sicht modernerer Bühnenkonzepte seit den Avantgarden zu Beginn des 20. Jahrhunderts (z. B. Edward Gordon Craig oder Wsewolod Meyerhold) ist die Guckkastenbühne Inbegriff des Veralteten. Modernere Typen wie die Arenabühne oder Raumbühne bzw. Rekonstruktionen älterer Bühnenformen wie der Apron Stage aus dem 17. Jahrhundert haben sie allerdings nicht ersetzt, und Visionen wie Walter Gropius’ Totaltheater konnten sich nicht dauerhaft durchsetzen. Allerdings werden viele Guckkastenbühnen heute je nach Inszenierung durch Vorbühnen, Einbezug des Zuschauerraums oder des Foyers etc. um räumliche Möglichkeiten erweitert, und auch städtische Theater besitzen alternative Spielorte wie Fabrikhallen. Besonders in der Oper ist die Guckkastenbühne bis heute vorherrschend.
Wird eine Guckkastenbühne als Element des Bühnenbildes konstruiert, spricht man von einer „Bühne auf der Bühne“.